# مجزرة ريف إدلب 2022
مجزرة ريف إدلب هي مجزرةٌ ارتكبها النظام السوري في السادس من تشرين الثاني نوفمبر 2022 حينما قصفَ بالصواريخ وأسلحة أخرى بما في ذلك القنابل العنقوديّة – بحسب مصادر تتبعُ المعارضة – عددًا من القرى والبلدات في ريفِ إدلب، ما تسبَّبَ في مقتل تسع مدنيين على الأقل وإصابة عشرات آخرين بجروح متفاوتة الخطورة.

## خلفيّة
استهدفَ هذا الهجوم تجمّعات لمخيمات النازحين في محيطِ مدينة إدلب، وذلك في ظلِّ تصعيدٍ تجاه مناطق شمال سوريا بعد عدّة أشهر من الهدوء الحذر. جاء هذا الهجوم بعدما نعت وسائل إعلام تتبعُ النظام السوري قُبيل يوم واحد خمسة عناصر بينهم ضابطان قُتلا في اشتباكاتٍ مع فصائل المعارضة على جبهات ريف حماة.

## الهجوم
قصفت القوات المسلّحة السورية وباقي التشكيلات العسكريّة التابعة لها في وقتٍ ما من يوم السادس من نوفمبر وعبرَ أكثر من 30 صاروخًا تجمعاتٍ للنازحين في منطقة كفر جالس على أطراف مدينة إدلب، وذلكَ بالتزامنِ مع غارات صاروخية للطيران الروسي على مناطق متفرقة من إدلب ما نجمَ عنه عددٌ من الخسائر البشريّة في صفوفِ النازحين.

## الضحايا
تسبَّب هذا الهجوم في قتل وجرحِ العشرات من اللاجئين السوريين في إدلب، وتضاربت المصادر عن العدد الدقيق لعدد القتلى، حيثُ أشارت مصادر إلى أنهم ستّة بينما ذكرت مصادرُ أخرى أنهم تسعة نصفهم من الأطفال والنساء، فضلًا عن إصابة أزيد من 70 آخرين نُقلوا إلى مشافي المنطقة.

## ردّ المعارضة
استهدفت الفصائل العسكريّة التي تتبعُ المعارضة السوريّة في الشمال معسكرات القوات النظاميّة بالصواريخ والمدفعية الثقيلة في مدينة سراقب وقرية جوباس فيما قالت إنّه «ردٌّ على مجزرة المخيمات، التي ارتكبتها ميليشيات الأسد».